# Parafia Najświętszego Serca Pana Jezusa w Mikoszewie
Parafia Najświętszego Serca Pana Jezusa w Mikoszewie – parafia rzymskokatolicka w diecezji elbląskiej.

## Historia
Pierwsze dokumenty potwierdzające istnienie kościoła rzymskokatolickiego w Mikoszewie pochodzą z XIV wieku. Po przejęciu tutejszego kościoła przez protestantów w latach reformacji katolicy z Mikoszewa uczęszczali do kościoła w Żuławkach. Formalne przyłączenie Mikoszewa do parafii w Żuławkach nastąpiło po utworzeniu administracji apostolskiej w Gdańsku w 1922 roku. Po II wojnie światowej, w 1946 roku utworzono w mikoszewskim Domu Rybaka tymczasową kaplicę, którą później obsługiwał proboszcz z Żuławek. W wyniku nacisku władz w 1947 roku kaplicę przeniesiono do domu mieszkalnego położonego nieopodal cmentarza i drewnianej dzwonnicy. 13 listopada 1949 roku kapica została poświęcona. 1 sierpnia 1974 roku w Mikoszewie zamieszkał samodzielny duszpasterz – wikariusz ekspozyt ks. Piotr Kolbuszowski. 16 lipca 1976 roku biskup gdański Lech Kaczmarek erygował tutaj samodzielny wikariat. Parafię w Mikoszewie reerygowano 15 sierpnia 1979 roku. 25 marca 1992 parafia w Mikoszewie została włączona do diecezji elbląskiej. Kościół w Mikoszewie zbudowano w latach 1986–1992; poświęcono 1 lipca 1992 roku.
Obecnie do parafii w Mikoszewie należą miejscowości: Mikoszewo, Jantar-Leśniczówka, Izbiska. Tereny parafii znajdują się w gminie Stegna, w powiecie nowodworskim, w województwie pomorskim.

## Proboszczowie parafii od 1946 roku
- 1974 – 1977 – ks. Piotr Kolbuszowski (wikariusz ekspozyt)
- 1977 – 2005 – ks. kanonik Henryk Maroń
- 2005 – 2016 – ks. Marek Witkowski
- od 2016 – ks. kan. Zbigniew Ciapała

## Grupy parafialne
Żywy Różaniec, Liturgiczna Służba Ołtarza, schola